# Lavender (ferry)
Pour les articles homonymes, voir Lavender.
Le Lavender (らべんだあ, Rabendā) est un ferry rapide de la compagnie japonaise Shin Nihonkai Ferry. Construit entre 2016 et 2017 aux chantiers Mitsubishi Heavy Industries de Shimonoseki, il navigue depuis mars 2017 en mer du Japon sur les liaisons reliant les îles d'Honshū et d'Hokkaidō.

## Histoire

### Origines et construction
En 2016, la compagnie Shin Nihonkai Ferry envisage le remplacement des anciens Ferry Shirakaba et Ferry Azalea par des unités neuves. Il est ainsi prévu que les futurs navires remplacent le Lilac et le Yuukari entre Niigata et Otaru, permettant le déplacement de ces derniers sur la ligne Tsuruga - Niigata - Akita - Tomakomai sur laquelle naviguent jusqu'à présent le Ferry Shirakaba et le Ferry Azalea.
Baptisées Lavender et Azalea, ces unités sont conçues sur la base de leurs prédécesseurs avec une longueur d'environ 195 mètres. Leur capacité d'emport est cependant revue à la baisse et ramenée à 600 passagers et une vingtaine de véhicules. La capacité fret, au contraire, est maintenue à environ 150 remorques. En comparaison avec les Suzuran et Suisen, derniers navires construits pour Shin Nihonkai en 2012, le choix de leur appareil propulsif est arrêté sur le modèle conventionnel avec deux hélices à pas variables plutôt que d'utiliser le système hybride de leurs aînés. Les navires innovent cependant avec leur forme d'étrave verticale, permettant entre autres de réduire la consommation de carburant. La qualité des locaux des passagers, dont la disposition est inspirée de celle du Suzuran et du Suisen, est également revue à la hausse avec des cabines privatives plus nombreuses et plus confortables.
Le contrat de construction du Lavender est signé avec les chantiers Mitsubishi Heavy Industries le 10 mai 2016. Le navire est mis sur cale à Shimonoseki peu de temps après et lancé 9 septembre, baptisé par la soprano japonaise Norie Suzuki. Le Lavender est ensuite achevé puis livré à Shin Nihonkai en mars 2017.

### Service
Peu après sa sortie des chantiers, le Lavender est présenté au public à Yokohama le 3 mars puis à Otaru le 6 mars et enfin à Niigata le 9. Le navire appareille le soir même pour son voyage inaugural sous les ordres du commandant Haruki Yoshida. Arrivé à Otaru le lendemain, une cérémonie est donnée à bord en présence du maire Hideaki Morii.
Durant son arrêt technique effectué aux chantiers Mitsubishi Heavy Industries de Nagasaki en février 2020, le navire se voit ajouter des épurateurs de fumées, communément appelés scrubbers, visant à réduire ses émissions de soufre. En conséquence, la cheminée est entièrement reconstruite et sa taille est augmentée afin d'y installer le dispositif.

## Aménagements
Le Lavender possède 9 ponts. Si le navire s'étend en réalité sur 11 ponts, deux d'entre eux sont inexistants au niveau des garages afin de permettre au navire de transporter du fret. Du point de vue commercial, la numérotation des ponts débute à partir du pont garage inférieur (correspondant au pont 1). Les locaux passagers occupent les ponts 4, 5 et 6 tandis que l'arrière du pont 4 est consacré à l'équipage. Les ponts 1, 2 et 3 abritent quant à eux les garages.

### Locaux communs
Les installations du Lavender se situent pour la plupart à l'arrière du pont 5. Les passagers ont à leur disposition un restaurant, un grill, un café ainsi qu'un espace extérieur.
Parmi les installations se trouve :
- Le café Camel : le bar principal du navire au milieu, 20 passagers peuvent y prendre place ;
- Le restaurant Akane : restaurant du navire situé du côté tribord pouvant accueillir 156 personnes ;
- Le grill Irihi : situé à bâbord, d'une capacité de 40 personnes.
- un salon situé à l'avant au pont 5, offre une vue sur la navigation.
- un fumoir situé à l'avant au pont 4.

En plus de ces principaux aménagements, le navire propose également sur le pont 6 deux bains publics (appelés sentō), l'un pour les hommes à tribord, l'autre pour les femmes à bâbord avec également une partie en plein air, mais une boutique, une salle de jeux vidéos ainsi qu'une salle de massage sur le pont 4.

### Cabines
À bord de du Lavender, les cabines sont répartis en quatre catégories selon le niveau de confort. Ainsi, le navire quatre suites de confort supérieur d'une capacité de deux personnes, 24 suites à quatre de catégorie A et huit à trois, 60 cabines de catégorie A à deux et 22 à quatre, quatre dortoirs non mixtes à 10 et deux à douze à une personne, cinq dortoirs à 28, trois à 22 et un à 18.

## Caractéristiques

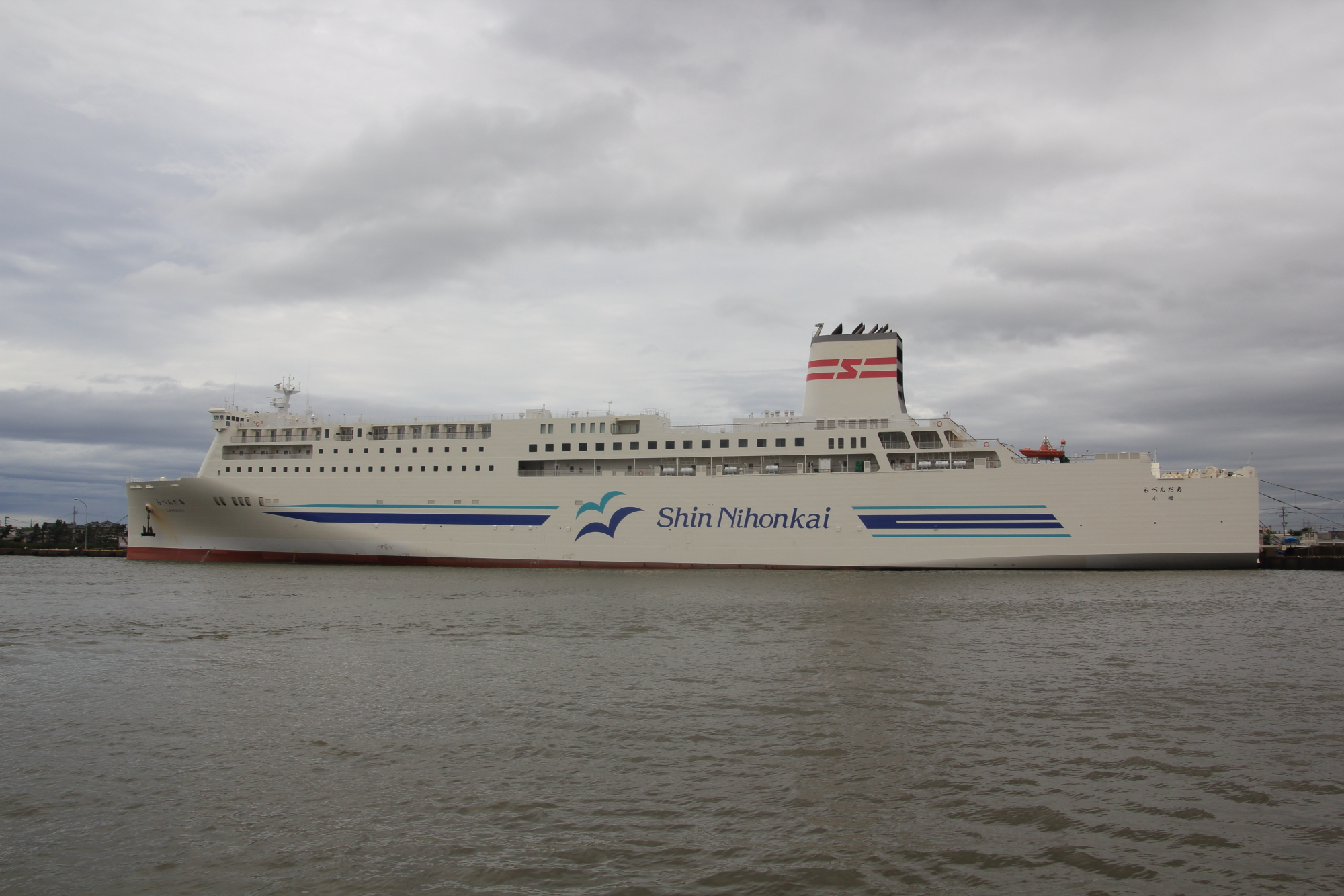
Le Lavender après l'installation de sa nouvelle cheminée équipée de scrubbers.

Le Lavender mesure 197,50 mètres de long pour 26,69 mètres de large, son tonnage est de 14 125 UMS (ce qui n'est pas exact, le tonnage des car-ferries japonais étant défini sur des critères différents). Il peut embarquer 600 passagers et possède un spacieux garage pouvant embarquer 150 remorques et 22 véhicules. Le garage est accessible par l'arrière au moyen de d'une porte rampe latérale tribord et d'une rampe axiale. La propulsion du Lavender est assurée par deux moteurs diesels Wärtsilä 16V38C développant une puissance de 22 000 kW entrainant deux hélices à pas variables faisant filer le bâtiment à une vitesse de 25,5 nœuds. Il est en outre doté de deux propulseurs d'étrave ainsi qu'un stabilisateur anti-roulis. Les dispositifs de sécurité sont essentiellement composés de radeaux de sauvetage mais aussi d'une embarcation semi-rigide de secours. Depuis 2020, le Lavender est équipé de scrubbers, dispositifs d'épuration des fumées rejetées par les cheminées réduisant ainsi les émissions de soufre.

## Lignes desservies
Depuis le début de sa carrière, le Lavender est affecté principalement entre Niigata et Otaru.